# Lustra
Lustra is een gemeente in de Italiaanse provincie Salerno (regio Campanië) en telt 1103 inwoners (31-12-2004). De oppervlakte bedraagt 15,0 km², de bevolkingsdichtheid is 74 inwoners per km².

## Demografie
Lustra telt ongeveer 425 huishoudens. Het aantal inwoners daalde in de periode 1991-2001 met 6,2% volgens cijfers uit de tienjaarlijkse volkstellingen van ISTAT.
| Jaar | Inwoneraantal |
| ---- | ------------- |
| 1991 | 1189          |
| 2001 | 1115          |

## Geografie
Lustra grenst aan de volgende gemeenten: Laureana Cilento, Omignano, Perdifumo, Perito, Rutino, Salento, Sessa Cilento, Torchiara.